# Hochgrat

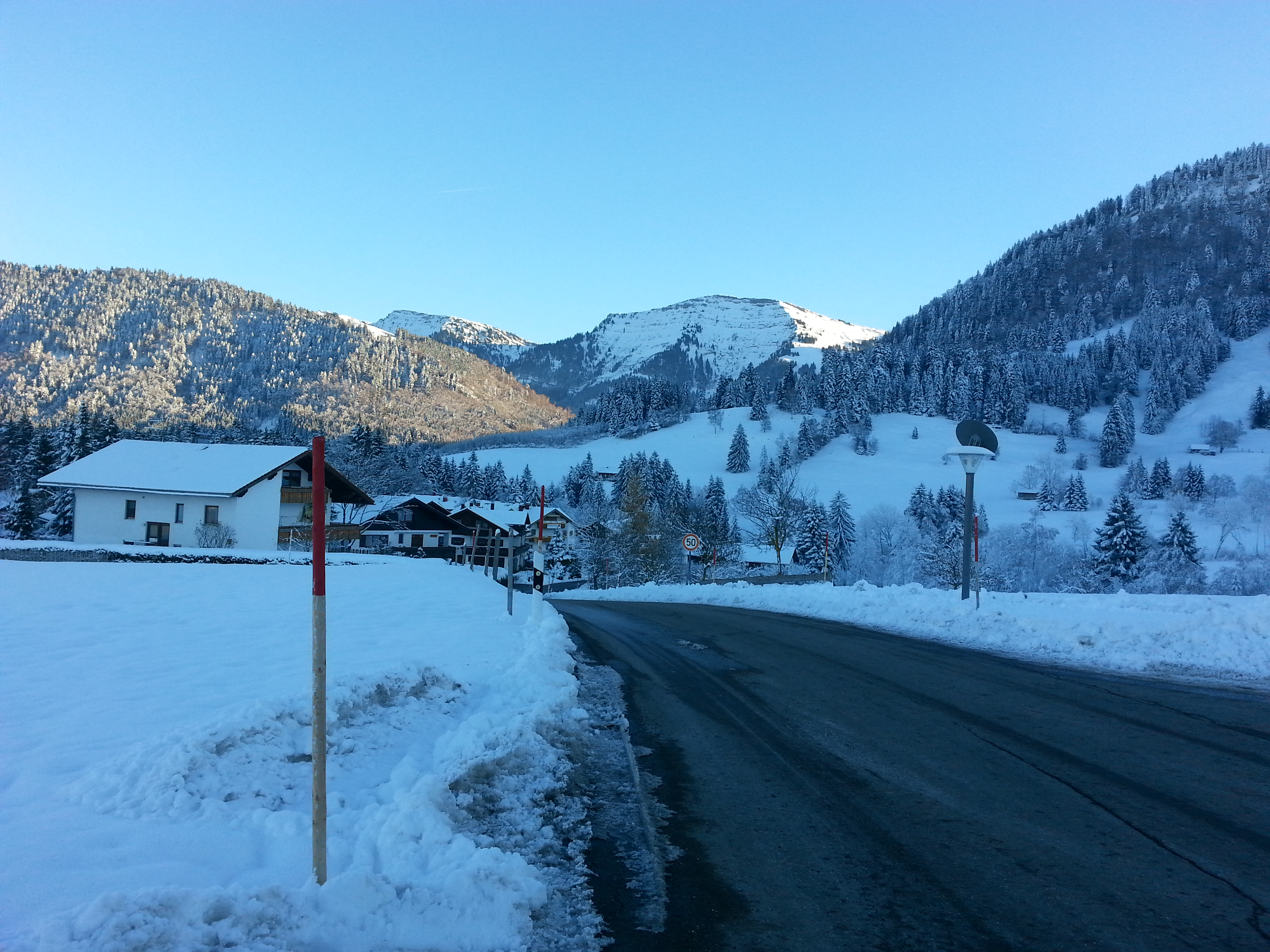
Blick von Steibis zum Hochgrat

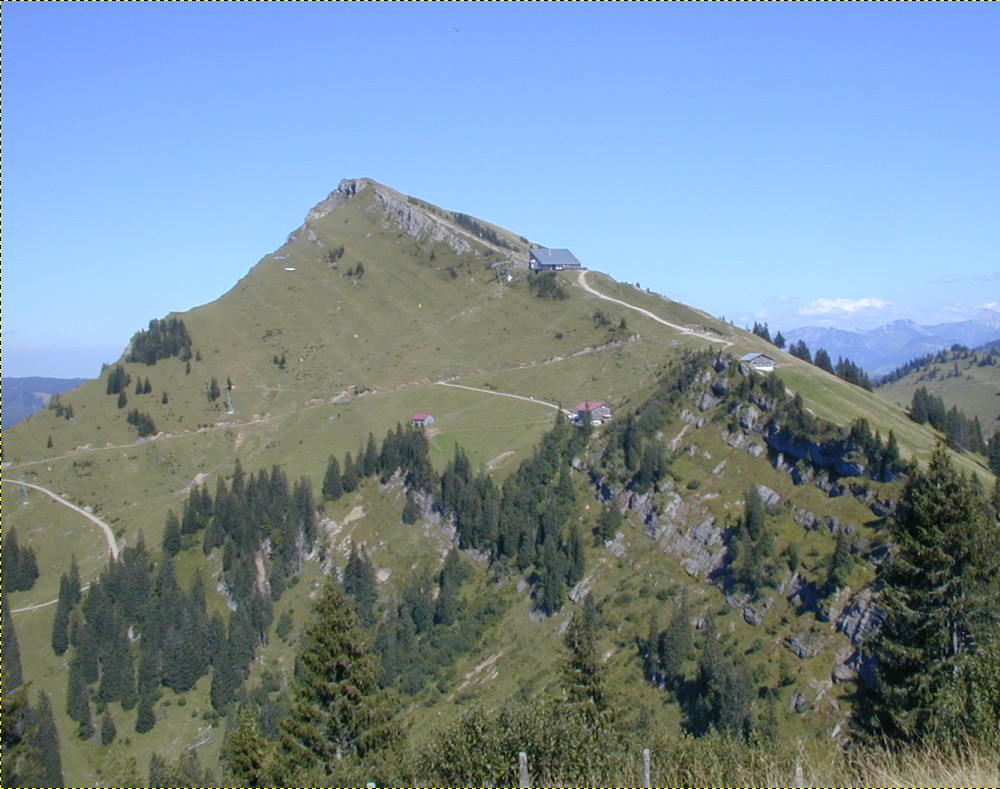
Westseite (vom Seelekopf aus)

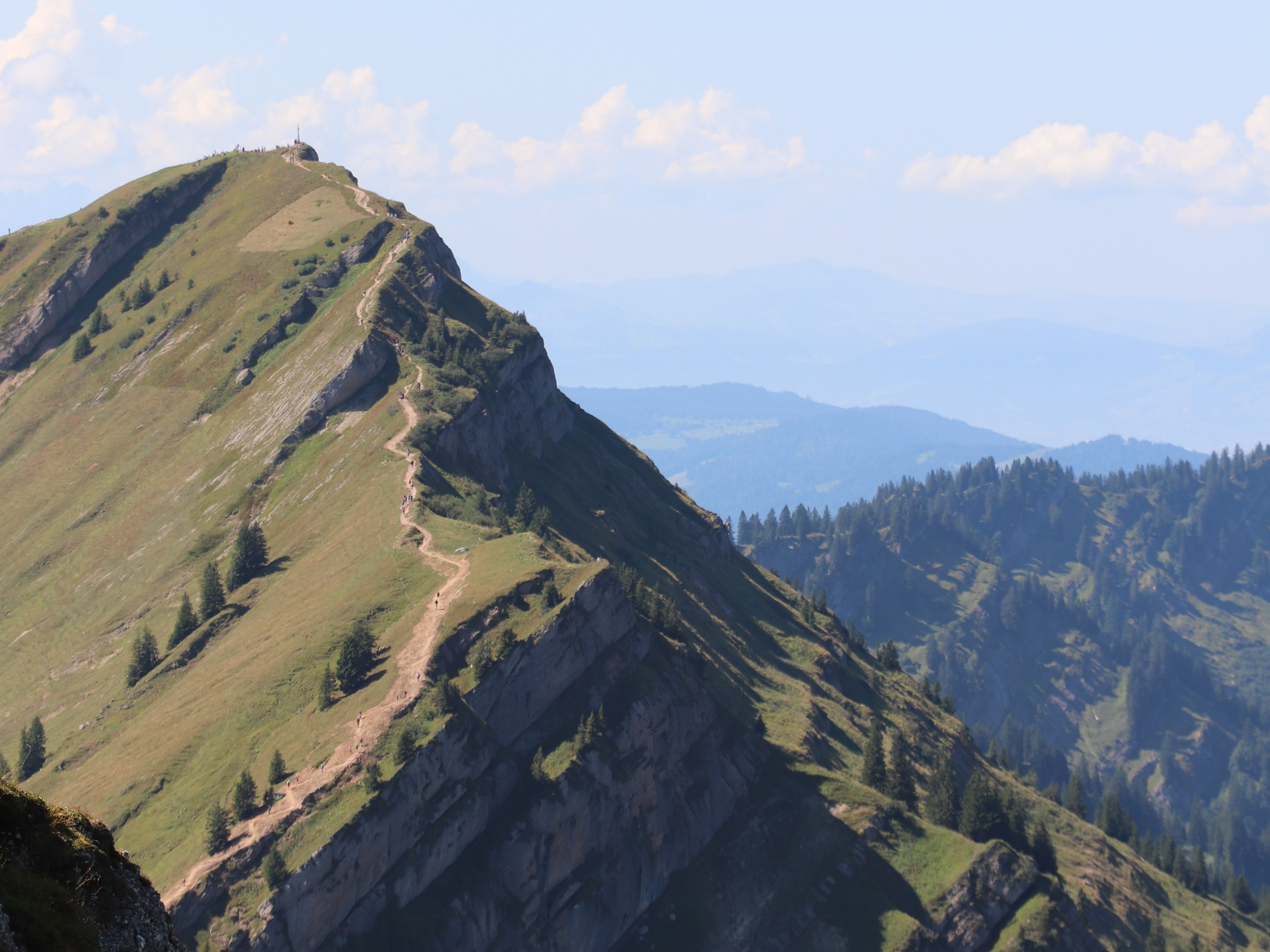
Hochgrat (Ostseite), Ansicht vom Gelchenwanger Kopf

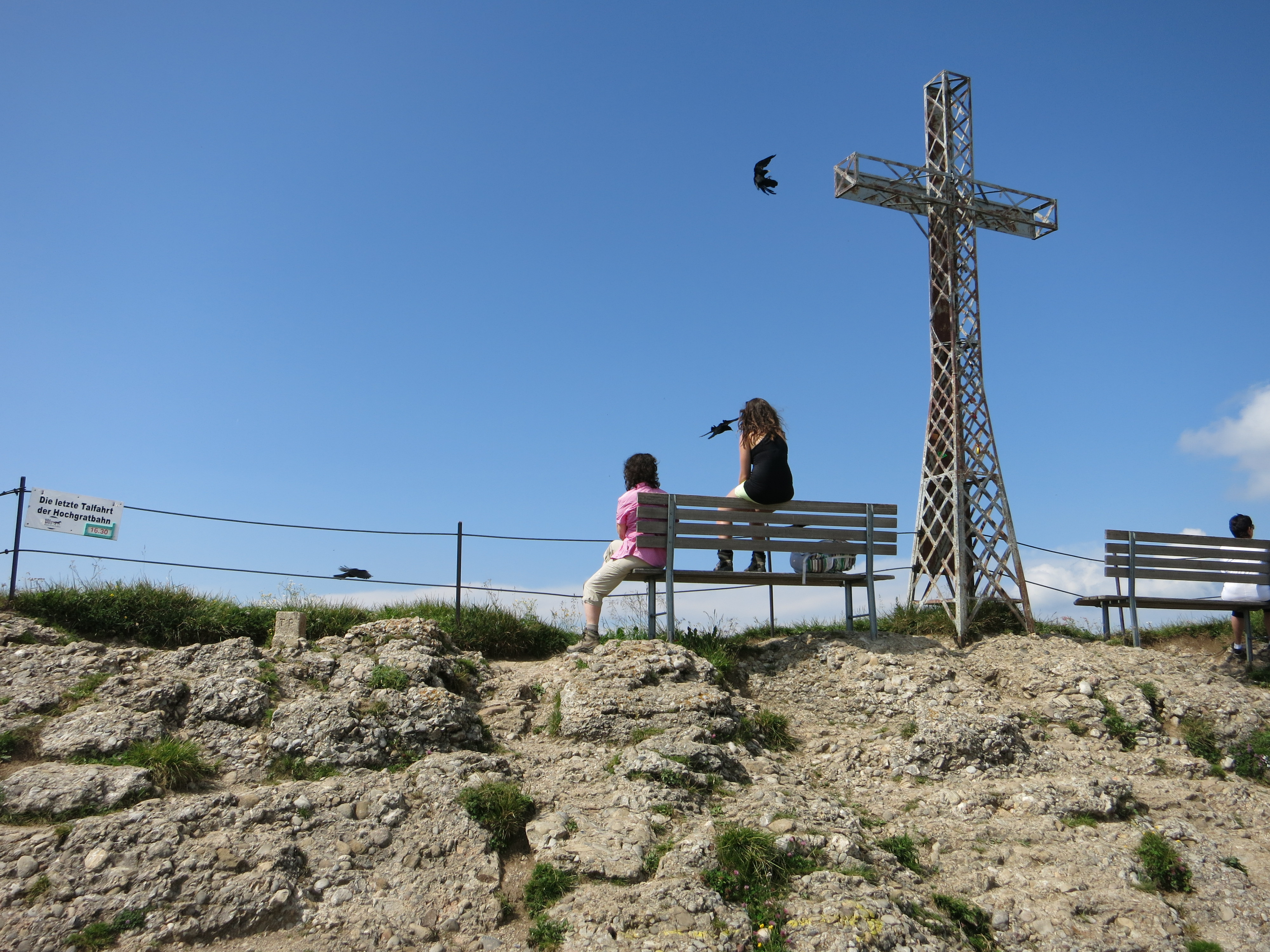
Auf dem Gipfel

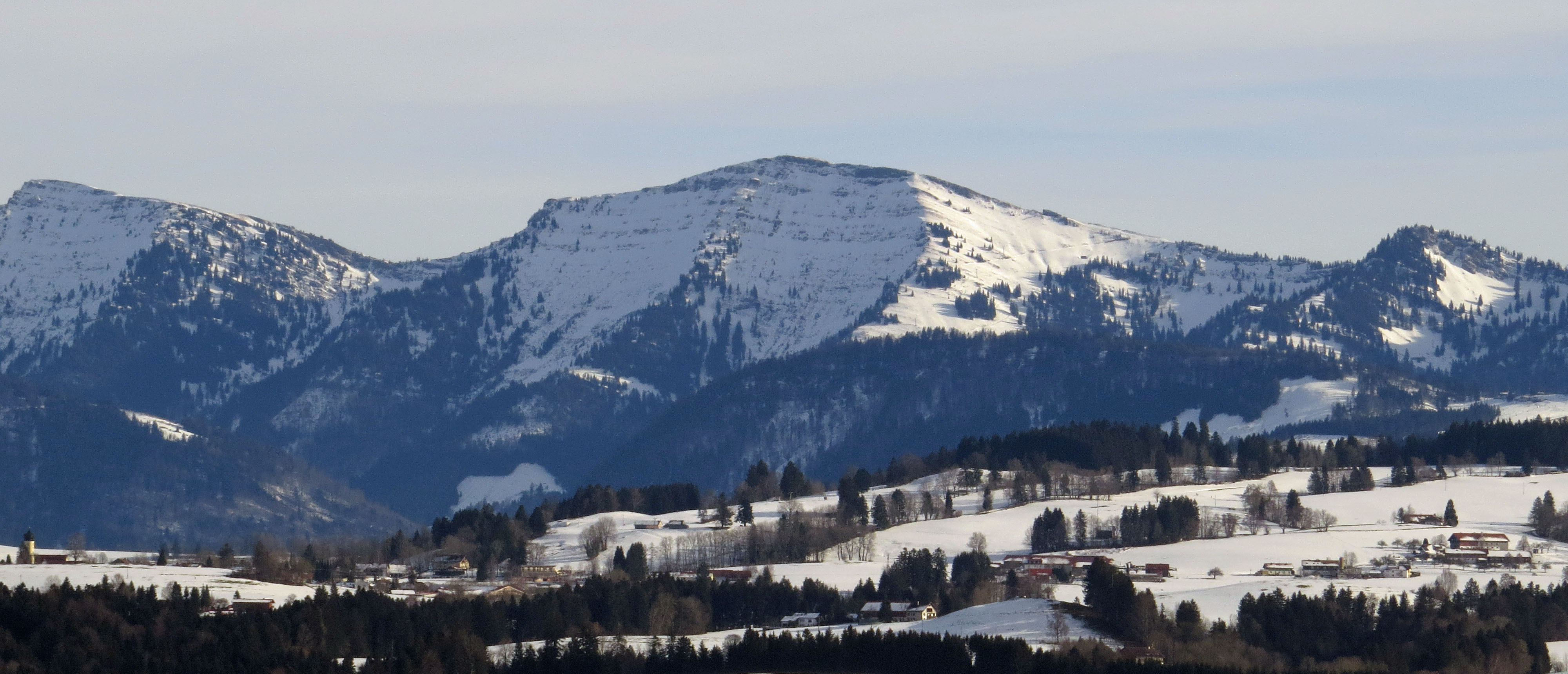
Hochgrat von Nordwesten

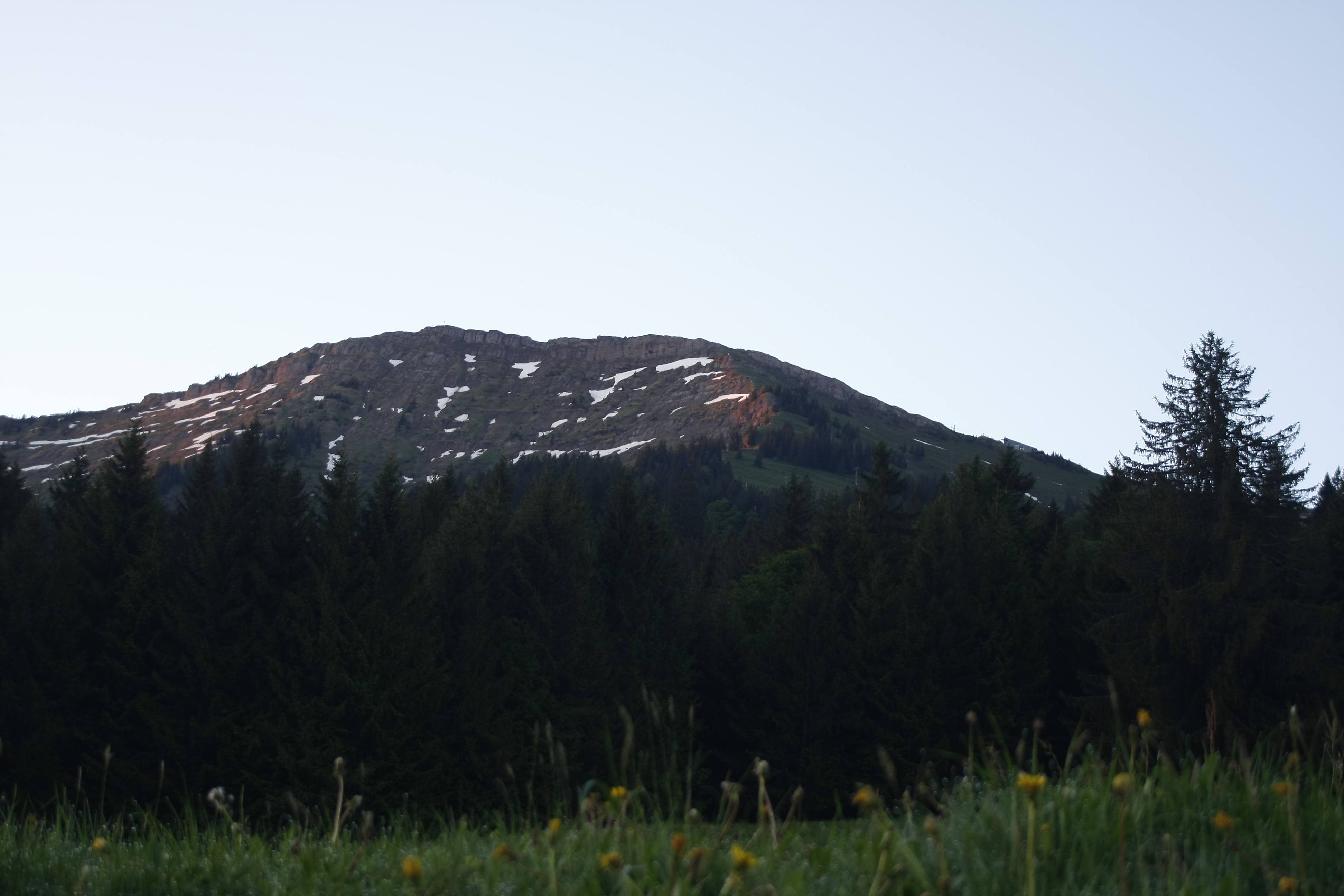

Der Hochgrat ist ein 1834 m ü. NHN hoher Berg in den Allgäuer Alpen. Der mittels Hochgratbahn erschlossene Hausberg von Oberstaufen hat als höchste Erhebung der Nagelfluhkette und des gesamten Allgäuer Voralpenlandes eine herausragende touristische und geographische Bedeutung.

## Geologie
Das Schichtensystem der nach Norden hin angehobenen Nagelfluhplatten findet im Hochgrat seine höchste und seine zentrale Stelle. Von seinem Gipfel aus klingt der Grat auf beiden Längsseiten weitläufig symmetrisch ab, um nach jeweils einem halben Kilometer steil in einen Sattel zum jeweils nächsten Berg der Kette abzufallen und gleichzeitig quer dazu einen Grat nach Norden hin auszusenden. Dadurch entsteht die charakteristische Form des Hochgrats, die ihn zusammen mit seiner durchgängigen Bänderstruktur auf der Nordseite einzigartig erscheinen lässt.

## Flora
Für eine üppige und artenreiche Gebirgsflora bietet der Hochgrat günstige Voraussetzungen: Sein kalkreiches Nagelfluhgestein ist mit Sandstein- und Mergelschichten durchsetzt, so dass den Pflanzen ein breites Spektrum an Mineralien und Substratstrukturen zur Verfügung steht. Die klimatische Ausgesetztheit der Nagelfluhkette sorgt für häufige Niederschläge und für viel Wind. Mit seiner Höhe erreicht der Hochgrat die Waldgrenze (etwa 1.800 m), was einige mit Bäumen konkurrierende Gebirgsblumen begünstigt.
Neben den meisten Wiesenblumen, die auch in den anliegenden Tälern zu finden sind, trifft der Wanderer je nach Jahreszeit auf bunte Flecken und durchsetzte Wiesen mit Individuen von Berg- und Kalkaster, Dünner Frauenmantel (Alchemilla tenuis), Fastkahles Habichtskraut (Hieracium subglaberrimum), Schinz’ Zwerg-Mehlbeere. Blauer Eisenhut, Küchenschellen, Sterndolden, Arnika, Steinbrechern, Aurikel, Stein-Nelken, gelber und blauer Frühlings- und Stängelloser Enzian, Silberdisteln und vielen anderen.

## Geographie
Westlich und nördlich steht der Hochgrat mit seiner Höhe an vorderster Linie: In diesen Richtungen kommt auf dem Festland keine annähernd gleich hohe Erhebung mehr. Das bedeutet einerseits, dass von seinem Gipfel aus in diesen Richtungen eine grandiose Fernsicht herrscht. Man übersieht den gesamten Bodensee, große Teile Oberschwabens, erkennt das Ulmer Münster und das KKW Gundremmingen und erahnt den Verlauf der Donau anhand ihres Dunstbandes.
Es bedeutet aber auch, dass Wolken aus den üblichen Wetterrichtungen Westen und Norden sehr leicht den Hochgrat als erstes orografisches Hindernis treffen und dort beginnen abzuregnen. Aus diesem Grund ist Steibis am Fuße des Berges einer der niederschlagsreichsten Orte Deutschlands.
Südlich des Hochgrats gibt es noch mehrere Molasse-Ketten, die in ihrer Höhe den Hochgrat nicht erreichen. Erst in 13 km Entfernung übertreffen die Winterstaude und Ausläufer des Hohen Ifens seine Gipfelhöhe. Damit besitzt der Hochgrat die größte geographische Dominanz aller Allgäuer Berge überhaupt. Für einen Gipfelbezwinger bedeutet dies, dass er innerhalb eines weiten Umkreises keinen gleich hohen Berg mehr hat, der ihm die Aussicht verstellt. Deshalb sieht man bei klarer Witterung auch sehr tief in die Alpen: im Osten die Zugspitze und den österreichischen Großvenediger, im Süden die Silvretta, die Schesaplana und in der Schweiz erkennt man die Massive von Tödi und Säntis.
Die große Dominanz des Hochgrat bedeutet außerdem, dass seine Kontur auch in großer Entfernung noch nicht durch Berge gestört wird, die ihn im Hintergrund überragen. Im Westallgäu, in Oberschwaben und auch in Kempten (Allgäu) ist die markante Silhouette des Hochgrats vertraut.
Der Hochgrat wird nach Norden hin begrenzt durch das obere Weißachtal (auch Ehrenschwanger Tal), nach Osten durch Brunnenaukessel und -scharte vom Rindalphorn, nach Südosten durch den Aubach im Gunzesrieder Tal, der als einziges in die Iller und damit in das Schwarze Meer entwässert, im Süden durch die Wasserscheide Obergelchenwangtobel, im Südwesten durch die Leckner Ach im Lecknertal und im Westen durch die unbenannte Scharte und das Lauchalpgebiet vom Seelekopf. Die Leckner Ach entwässert in die Weißach und schließlich in die Nordsee.
Administrativ gehört der Hochgrat vollständig zum Gemeindegebiet von Oberstaufen im Landkreis Oberallgäu, zum Regierungsbezirk Schwaben, zum Bundesland Bayern und zu Deutschland. Bis zur Gebietsreform in Bayern 1972 gehörte der Hochgrat zur Gemeinde Aach. 1804 bis 1805 war Aach mitsamt dem Hochgrat österreichisch.
Der Anfang 2008 gegründete Naturpark Nagelfluhkette umfasst auch den Hochgrat als seine höchste Erhebung im Nagelfluhgebiet.

## Geschichte
Die wirtschaftliche Erschließung des Hochgrats begann an seiner sonnigen und fruchtbaren Südseite durch die Alpe Gelchenwang. Damals hieß der Hochgrat Obergölchenwanger Grat. Heute findet sich dieser Name noch im Gelchenwanger Kopf, dem Vorgipfel des Rindalphorns.
Auf seiner Nordseite war seine Bedeutung bis zum 18. Jahrhundert auf die Nutzung als Jagdrevier beschränkt. Im Jahre 1507 wurde der römisch-deutsche König und spätere römisch-deutsche Kaiser Maximilian I. als Jagdgast erwähnt. Alte Darstellungen des Ortes Staufen deuten zwar Bergketten an, die markante Form des Hochgrats ist darauf jedoch kaum zu erkennen.
Erst im 19. Jahrhundert wurden auch die Alpweiden der Nordflanke genutzt und dort auch Forstwirtschaft betrieben. Mit der Entdeckung des Berges für den Tourismus setzte sich auch sein heutiger, für Touristen eingänglicher Name durch.
Weitere Stationen der Geschichte sind
- 1907–1908: Bau des Staufner Hauses
- 1931: Bayerische Skimeisterschaft Abfahrt
- um 1936: Planung Straße nach Balderschwang
- 1968, 11. Juni: Eine F 104 G Starfighter des Jagdbombergeschwaders 34 verunglückt an der Südostflanke in Gipfelnähe beim Überflug des Hochgrats. Der Pilot, ein Oberleutnant der Luftwaffe, wird getötet.[8]
- 1971: Ausbau des Fahrwegs
- 1973: Fertigstellung der Hochgratbahn
- 1996: Absturz eines Sportflugzeugs
- 2004: Installation Panoramakamera
- 2006: Kabelverlegung zur Bergstation, Bau von Scheinwerferkette an den Pfeilern
- 2009: Lawinenunglück[9]
- 2010: Höhenweg Luftiger Grat wird eröffnet[10]

## Wirtschaftliche Bedeutung

### Alpwirtschaft
Der Hochgrat bietet eine breite, sonnenreiche Südseite und einige Karkessel auf der Nordseite für Alpwirtschaften, die von Juni bis September hauptsächlich mit Jungvieh bestückt werden. Die Alpen im Uhrzeigersinn (Hochalpen über 1400 m kursiv):
- Simatsgund (Vordere, Mittlere, Hintere)
- Gratvorsäß
- Brunnenau (1970 von Lawine zerstört)
- Gütle
- Alpe Gelchenwang  (Untere, Obere) (älteste urkundlich erwähnte Alpe im Allgäu)[11]
- Lauchalp (Südliche, Obere, Untere)
- Horbach Alpe
- Eibele Alpe
- Fahnen Alpe

### Wetterstation
Durch seine klimatisch exponierte Lage ist der Hochgrat ein guter Standort für die Aufzeichnung von Wettermessdaten. Derzeit betreibt der Lawinenwarndienst Bayern auf 1720 m Höhe eine Messdatenstation für Wind und Temperatur.

### Tourismus

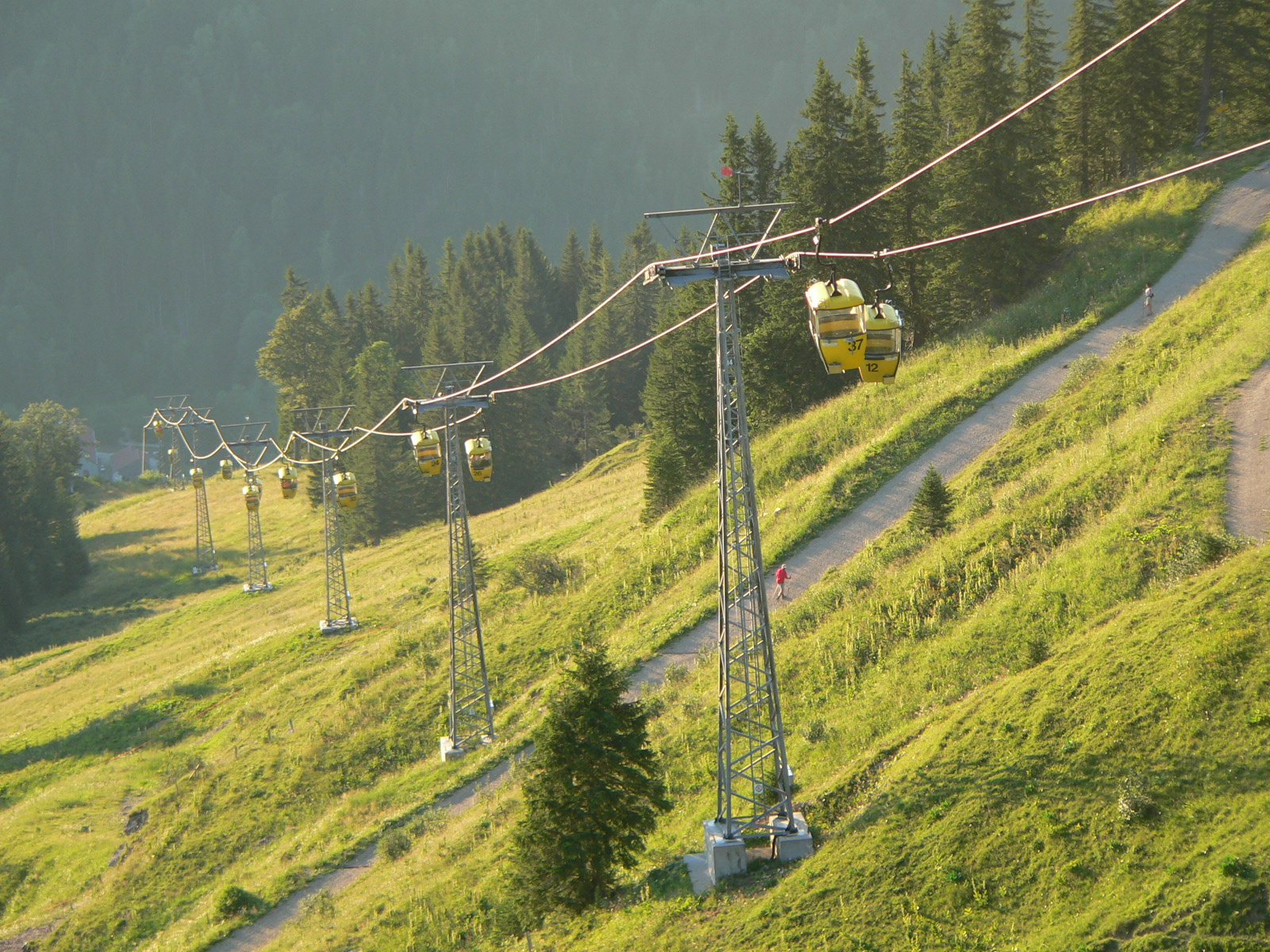
Hochgratbahn

Der Hochgrat steht auch kulturell in einer exponierten Lage: Nach Nordwesten und Norden hin ist er für weite Bereiche (Oberschwaben, westliches Allgäu) die höchste Erhebung in weitem Umkreis, die außerdem noch leicht zu erreichen und gut erschlossen ist. Deshalb wird er insbesondere im Sommer und Winter viel besucht. Den Touristen steht eine umfängliche Infrastruktur zur Verfügung.

#### Erschließung
Für den Fremdenverkehr wurde der ehemals als Mautstrecke betriebene Wirtschaftsweg ausgebaut, asphaltiert und für den allgemeinen Verkehr freigegeben. Alternativ zum Individualverkehr gibt es eine regelmäßige Busverbindung zwischen dem Bahnhof Oberstaufen und der Hochgratbahn-Talstation. Die Busse fahren in beiden Richtungen etwa stündlich.
Die Hochgratbahn, eine Kleinkabinenbahn, führt vom Weißachtal auf die Westschulter des Hochgrats bis zur Bergstation in eine Höhe von 1708 m.
Durch die Bahn entstand im Bereich der Bergstation ein Startplatz für ehemals Drachenflieger und heute Gleitschirmpiloten.

#### Bewirtete Stützpunkte

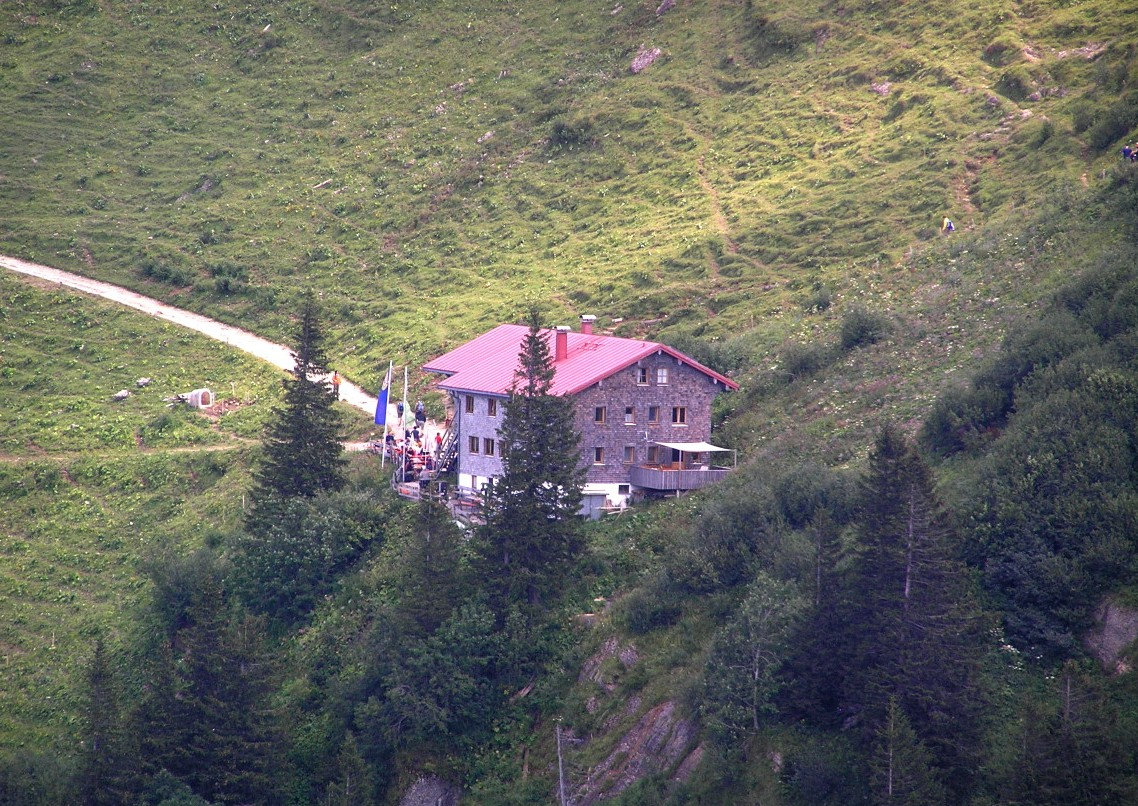
Staufner Haus

Das Staufner Haus ist ein Unterkunftshaus des Deutschen Alpenvereins und Sektionshaus der Sektion Oberstaufen-Lindenberg. Es steht am nordwestlichen Hang knapp unterhalb des Verbindungsgrats zum Seelekopf auf einer Höhe von 1634 m und ist fast ganzjährig geöffnet.
Die Bergstation der Hochgratbahn hat ein Restaurant mit Selbstbedienung und ist während des Betriebs der Bahn geöffnet.
Darüber hinaus gibt es einige bewirtete Alphütten und -häuser:
- Obere Lauchalpe (ganzjährig bewirtet)
- Untere Lauchalpe (während Alpsaison geöffnet)
- Mittlere Simatsgund (während Alpsaison geöffnet; mit sehenswerter Kapelle)

#### Wanderwege
- Aufstieg vom Parkplatz Talstation
  - Normalweg zur Bergstation (2 h) und weiter zum Gipfel (30 min), der Aufstieg zur Bergstation ist auch von Hittisau möglich.
  - über Simatsgund zur Brunnenauscharte (2,5 h) und von dort zum Gipfel (45 min), der Aufstieg von Gunzesried Säge zur Brunnenauscharte dauert etwa 3,5 Stunden
- Höhenwege von der Bergstation
  - Überschreitung zur Brunnenauscharte (45 min), optional weitere Nagelfluh-Gratwanderung über Rindalphorn bis Sederer oder Mittag
  - Die Fernwanderwege E4 und E5 führen vom Staufner Haus über den Gipfel weiter auf der Nagelfluh-Gratwanderung über den Hochgrat
  - Panoramarundweg mit Gipfelüberschreitung und Alpe Gütle (1 h)
  - Luftiger Grat, Gratwanderung zum Falken

#### Skipiste
Ein System von gewalzten Skipisten verläuft im Bereich zwischen dem sommerlichen Kiesweg (Normalweg) und dem Nordwestgrat (etwaiger Verlauf des Hochgratbahn). Die Schwierigkeitsgrade der drei bis zu sechs Kilometer langen Abfahrtsvarianten liegen zwischen rot und schwarz.
Der Hochgrat wird auch oft für Skitouren und Schneeschuhwanderungen genutzt. Allerdings gab es wiederholt tödliche Abstürze und Lawinenunfälle. Im Februar 2009 verschüttete eine Lawine zwei Tourengänger in der Nordostflanke. Nur einer konnte gerettet werden, der andere verblieb zwei Monate lang mehr als fünf Meter tief unter den Schneemassen vergraben.

## Sportveranstaltungen

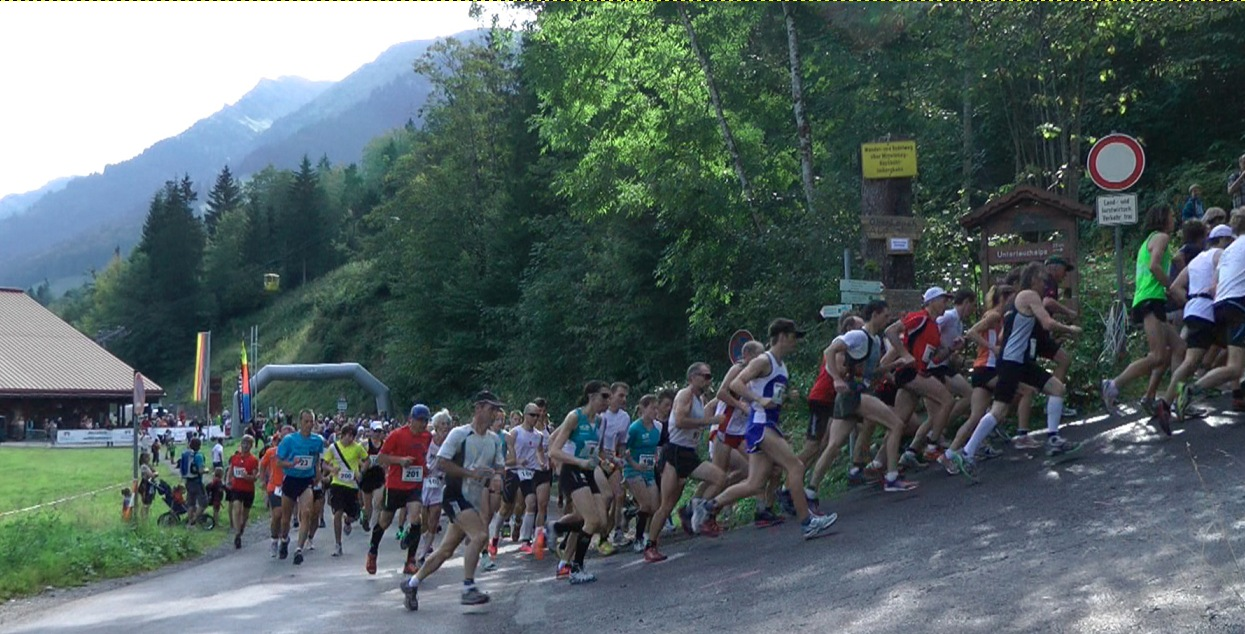
Start zum Hochgrat-Berglauf 2011

Seit 1976 veranstaltet der TSV 1862 Oberstaufen e. V. alljährlich Anfang September den Hochgrat-Berglauf. Die Streckenführung folgt dem Kiesweg von der Tal- bis zur Bergstation (Höhendifferenz 850 m, Länge 6040 m). Der Streckenrekord durch Jonathan Wyatt liegt bei 29:37 min. Seit 2006 wird auch ein Kinderwettbewerb mit einer Höhendifferenz von 74 m ausgetragen.
Seit 2006 findet am Hochgrat jährlich die Hochgrat-Skirallye des Deutschen Skitourencups für Skibergsteiger statt.

## Sonstiges
Schon im 19. Jahrhundert befand sich am Gipfel eine Biwakschachtel aus Blech als Unterstand für in Wetterumschwung geratene Wanderer. Diese Hütte wurde 1898 von der neu gegründeten Alpenvereinssektion Oberstaufen übernommen und auch noch lange nach dem Bau des Staufner Hauses weitergepflegt.
1901 wurde ein eigentümliches Gipfelkreuz aufgestellt. Es besteht aus vernieteten Stahlblechstreifen und erinnert mit seiner Skelettstruktur an die berühmten Stahlbaukonstruktionen jener Zeit (wie den Eiffelturm). Im Winter bildet sich oft beeindruckender Anraum an diesem Kreuz. Gleichzeitig wurden auch zwei Sitzbänke an beiden Seiten montiert.
In manchen Frühjahren apern in der Nordostflanke Schneereste in Form der handgeschriebenen Zahl 1927 aus. Besonders deutlich ergab sich diese Schneezahl im Jahre 1927 selbst, was zu allerlei Wunderglauben führte.
Der heutige Normalweg zum Grat zwischen Hochgrat und Seelekopf (ca. 1600 m) wurde anlässlich des Baus der Hochgratbahn zur Kiesstraße für LKWs ausgebaut. In den 1930er Jahren wurde über diese Trasse sogar eine reguläre Straße nach Balderschwang geplant. Balderschwang war damals eine funktionale Exklave, da es nur über Österreich angefahren werden konnte. Vor Umsetzung der Planung erfolgte aber der Anschluss Österreichs ans Deutsche Reich, so dass der Bedarf entfiel. Nach dem Krieg wurde der Plan nicht wieder aufgegriffen, sondern die Anbindung Balderschwangs durch den Riedbergpass erreicht.
Ebenfalls nur geplant und nicht umgesetzt wurde ein Großhotel im Jahre 1959. Nach dem Vorbild einiger Schweizer Bauten war nicht nur ein luxuriöses Hotel auf dem Gipfel des Hochgrats projektiert worden, sondern auch eine Kabinenbahn als Zubringer, deren Talstation zu Fuß von Oberstaufen aus zu erreichen gewesen wäre. Das Projekt wurde zugunsten eines Hotelbaus in Oberstaufen verworfen.